# Джанкарло Мароки
Джанкарло Мароки (на италиански: Giancarlo Marocchi) е италиански футболист-национал, полузащитник. Мароки е юноша на ФК Болоня. Започва професионалната си кариера през 1982 г. в родния клуб ФК „Болоня“. До 1988 г. изиграва 171 мача с 13 гола. През 1988 г. преминава във ФК Ювентус. До 1996 г. изиграва 213 мача с 15 гола. Завършва кариерата си отново във ФК „Болоня“ през периода 1996 – 2000 г. (116 мача, 5 гола). За националния отбор на своята страна изиграва 11 мача от 1988 г. до 1991 г. Бронзов медалист от Световното първенство през 1990 г.

## Награди
На 30 септември 1991 г. получава званието кавалер на Ордена за заслуги към Италианската Република.